# Mohammed Mourhit
Mohammed Mourhit (arabiska: محمد مُرحيت), född 10 oktober 1970 i Marocko, är en belgisk före detta friidrottare som tävlade i medeldistanslöpning.
Mourhit blev belgisk medborgare 1997. Vid VM 1999 vann Mourhit bronsmedaljen på 5 000 meter på tiden 12,58,80, endast distanserad av marockanen Salah Hissou (12,58,13) och kenyanen Benjamin Limo (12,58,72). Mourhit är för närvarande innehavare av samtliga tre europarekord i långdistanslöpning på bana. På 3 000 meter noterade Mourhit 7,26,62 i Monaco den 18 augusti 2000, på 5000 meter 12,49,71 i Bryssel den 25 augusti 2000 samt på 10 000 meter 26,52,30 i Bryssel den 3 september 1999. Vidare har belgaren blivit världsmästare i terränglöpning såväl 2000 som 2001. 
År 2002 svärtades Mourhits rykte ned då han stängdes av för dopning (EPO).